# حسن ملکی

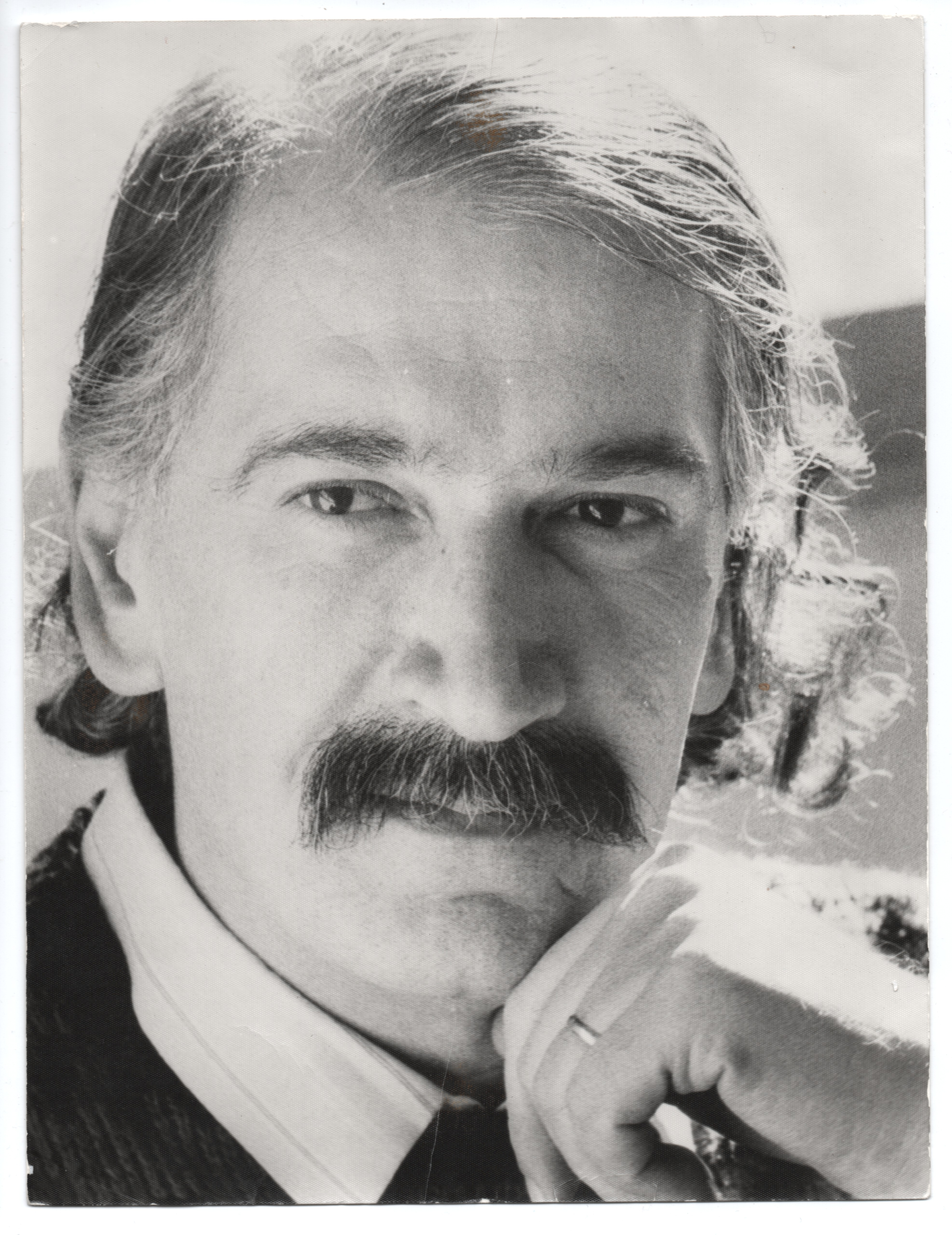

حسن (منصور) ملکی (۱۳۲۱–۱۳۹۴) روزنامه‌نگار، شاعر، منتقد و مدرس ادبیات ایرانی بود. وی مدتی نیز مدیریت روابط عمومی موزه هنرهای معاصر تهران را بر عهده داشت.

حسن (منصور) ملکی در سال ۱۳۲۱ در تجریش تهران متولد شد. وی ابتدا در دبیرستان‌های تهران به عنوان دبیر ادبیات فارسی مشغول به کار شد.او چنان شاگردانش را تحت تاثير قرار می‌داد كه همه عاشقانه لو را دوست داشتند؛انسانی وارسته ، پر از احساس ناب و متعهد بود. 
ملکی که آثارش را با اسم منصور ملکی منتشر می‌کرد، در دهه شصت دبیر فرهنگی- هنری روزنامه ابرار بود و بعدها با روزنامه‌های آریا و اخبار نیز با عنوان دبیر صفحه هنری همکاری کرد.
ملکی در زمینه نقد فیلم، هنرهای تجسمی و ادبیات نیز فعال بود و آثارش در نشریات گوناگونی به چاپ رسیده است.
وی در سال ۱۳۸۳ مجموعه شعر دو کبوتر کنار پنجره ما را منتشر کرد و گزیده‌ای از نثرهای شاعرانه کهن فارسی را در سال ۱۳۹۲ در کتابی به نام تا با توأم بیشتر از همه‌ام گردآوری و منتشر کرد. آخرین کتاب او با نام اشاره با گوشه چشم (تلمیح در غزل‌های حافظ) پس از درگذشت او در سال ۱۳۹۵ منتشر شد.
وی با پری ملکی خواننده و مدرس موسیقی ازدواج کرده بود که حاصل این ازدواج ۲ فرزند به نام‌های توکا (منتقد و محقق هنرهای تجسمی) و بامداد (نوازنده) است.
حسن ملکی بعد از طی دوره طولانی بیماری روز یکشنبه ۲۹ شهریور ۱۳۹۴ در بیمارستان قلب تهران درگذشت.
دو سال پس از درگذشت ملکی، کتاب دو قدم مانده به پاییز با عنوان فرعی طرحی از زندگی منصور ملکی: معلم، شاعر و عاشقی که قلم می‌زد درباره زندگی او منتشر شد. در این کتاب محسن صبا، مرتضی رستگارپناه، عبدالرضا صرافان، پری ملکی، علیرضا سمیع آذر، محمدرضا زهدی، امید نجوان و عباس یاری روایت‌هایی از زندگی ملکی بیان کرده‌اند. 
در سال ۱۴۰۱ کتابِ منصور ملکی گزیده‌ای از یادداشت‌های کوتاه و بلند و نقدهای سینمایی و ادبی او به کوشش و انتخاب توکا ملکی همراه با یادداشت‌های آیدین آغداشلو، خسرو دهقان، علی دهباشی و محمودرضا بهمن‌پور از سوی انتشارات خط و طرح به چاپ رسید.